# Cachoeira do Inferno
A Cachoeira do Inferno é uma queda de água do Itapicuru, localizada no trecho desde curso d'água que fica em território do distrito araciense de Barreira.

## Tipo de queda
A Cachoeira do Inferno é classificada no tipo Cascata pois apresenta queda a partir de uma massa de rochas e com inclinação irregular, no sentido vertical, com suas águas deslizando sobre uma série de declives acidentados.

## Meio ambiente
A Cachoeira do Inferno assim comoe seu entorno está sob proteção por força de lei municipal, conforme Art. 15 da Lei nº 176 de 20 de novembro de 2014.